# Соколов Андрій Васильович
Андрі́й Васи́льович Соколо́в (нар. 23 квітня 1972, Олександрія, Кіровоградська область, Українська РСР, СРСР) — український кадровий військовослужбовець, генерал-майор Збройних сил України, командир тактичної групи «Кремінна» (з 2024). Командувач угруповання військ «Південь» (2021—2022), заступник командувача оперативного командування «Південь» (2017—???).

## Життєпис
По закінченні школи вступив до Ташкентського вищого загальновійськового командного училища.
У 1993-му розпочав службу на посаді командира розвідвзводу. Потім очолив розвідувальну роту механізованого полку 30-ї танкової дивізії (Новоград-Волинський). Далі став начальником штабу батальйону. Наступні рівні — оперативний відділ 8-го армійського корпусу, начштабу 30-ї бригади.
До січня 2013 служив на посаді начальника штабу 30-ї окремої механізованої бригади. По тому очолив створений у Генштабі Центр оперативних стандартів і методики підготовки Збройних сил, призваний допомогти у переході Збройних сил України на європейські стандарти.

### Російсько-українська війна
8 березня 2014, у складі оперативної групи Генштабу, разом із генералом Муженком, прибув на Широколанівський військовий полігон, де перебував до кінця квітня, а також виконував завдання в опергрупі ГШ на кримських перешийках. З 5 травня до кінця серпня 2014 служив в оперативному штабі АТО в Ізюмі та Краматорську, виконував завдання у військах. З вересня 2014 навчався в Інституті державного військового управління Національного університету оборони України імені Івана Черняховського. По закінченні 1-го курсу, у червні 2015 призначений командиром 72-ї окремої механізованої бригади, в/ч А2167, м. Біла Церква. Продовжив навчання в інституті на заочній формі. На той час бригада тримала позиції навколо Волновахи, від Гранітного до Ольгинки, а з 2016 — в районі міста Авдіївка.
У червні 2017 завершив навчання із диплом магістра з відзнакою та золотою медаллю. За багаторічною традицією, як кращий слухач оперативно-стратегічного рівня підготовки, отримав перехідну шаблю часів Богдана Хмельницького.
У листопаді 2017 року переведений на вищу посаду — заступник командувача оперативного командування «Південь» Сухопутних військ Збройних сил України.
У травні 2019 року Соколову присвоєно чергове військове звання генерал-майор.
У жовтні 2021 року призначений командувачем угруповання військ «Південь».

### Повномасштабне вторгнення Росії 2022 року
На початок російського повномасштабного вторгнення командував обороною українських військ біля окупованого Криму. На 2023 рік ці події почало розслідувати ДБР. Соколов був одним із тих, кого допитувало ДБР у цій справі. В інтерв'ю 2023 року Соколов сказав, що було декілька факторів швидкого просування росіян на південному напрямку. Їхні сили переважали українські в 20—25 разів, і замість чотирьох бригад, які за планом мали закривати кримський напрямок, в нього було лише півтори. Мобілізація не була завчасно оголошена для стрімкого збільшення чисельності армії. Також мости, які можна було підірвати, розташовані на Чонгарі, але на напрямку через Армянськ і Перекопськ на Чаплинку чи Каланчак мостів нема — там суходільне сполучення із півостровом, яке стало проходом для російської армії.
Станом на 2024—2025 роки — командир тактичної групи «Кремінна» у складі оперативно-тактичного угруповання «Старобільськ».

## Нагороди
- Орден Богдана Хмельницького II ступеня (01.02.2017) — за особисту мужність і самовідданість, виявлені у захисті державного суверенітету та територіальної цілісності України, вірність військовій присязі.[9]
- Відомчі заохочувальні відзнаки Міністерства оборони України — медалі «10 років Збройним Силам України», «15 років Збройним Силам України», «За сумлінну службу» I і II ст.
- Недержавна відзнака Медаль «Герою захиснику Незалежності України. За оборону Волновахи».[10]